# (2068) Dangreen
(2068) Dangreen (1948 AD) – planetoida z grupy pasa głównego planetoid okrążająca Słońce w ciągu 4,62 lat w średniej odległości 2,77 au. Odkryta 8 stycznia 1948 roku.